# Max Ihn
Max Otto Ihn (* 25. Januar 1890 in Wilhelmshaven; † 1983) war ein deutscher Direktor bei Krupp, der im Krupp-Prozess als Kriegsverbrecher zu neun Jahren Haft verurteilt wurde.

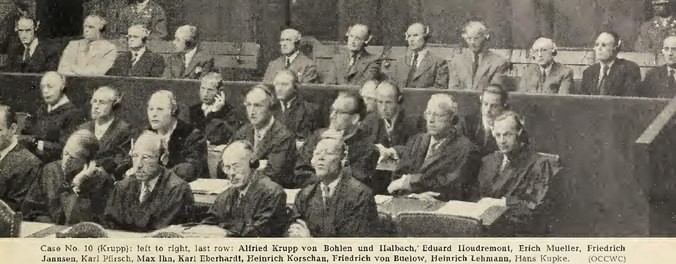
Max Ihn (6. von links) auf der Anklagebank

## Leben
Ihn, dessen Vater Korvettenkapitän war, diente während des Ersten Weltkrieges als Berufsoffizier im Deutschen Heer und schied nach Kriegsende 1919 aus der Armee aus. Ab Mitte September 1919 war er nach eigenen Angaben als Volontär bei einem Arbeitgeberverband in Düsseldorf beschäftigt. Ab Anfang Dezember 1921 war Ihn für die Westfälische Drahtindustrie A.G. in Hamm, einem Subunternehmen des Krupp-Konzerns, tätig.
Nach der Machtübergabe an die Nationalsozialisten trat er der NSDAP zum 1. Mai 1933 bei (Mitgliedsnummer 3.421.752). Beim Kruppkonzern in Essen machte er rasch Karriere: Anfang Juni 1933 war er bei der Gussstahlfabrik der Friedrich Krupp A.G. beschäftigt. Im August 1933 erhielt er als Direktionsassistent Prokura. Ab Ende 1934 leitete er bei Krupp die Personalabteilung und war ab Oktober 1935 stellvertretender Abwehrbeauftragter im Unternehmen. Im Oktober 1937 wurde er zum Abteilungsdirektor befördert. Anfang Oktober 1938 wurde er stellvertretender Direktor und zuständig für die Presse- und Propaganda-Abteilung. Während des Zweiten Weltkrieges stieg er im März 1941 bei Krupp schließlich bis zum Direktor auf. Von Ende März 1943 bis Mitte Dezember 1943 war er stellvertretendes Vorstandsmitglied und zuständig für Gefolgschaftswesen und allgemeine Verwaltungen. Nach Umwandlung der AG in ein Familienunternehmen war er ab Dezember 1943 stellvertretendes Direktoriumsmitglied. Ihn war Mitglied im Verein Deutscher Eisenhüttenleute und gehörte mehreren Wirtschaftsgremien an. Er war Ratsherr der Stadt Essen. Ihn war Träger des Kriegsverdienstkreuzes 1. und 2. Klasse. Im September 1944 übernahm er noch eine leitende Funktion bei der Gussstahlfabrik.
Nach Kriegsende wurden im September 1945 Ihn und weitere Mitglieder des Krupp-Direktoriums verhaftet und anschließend inhaftiert. Im Zuge der Nürnberger Prozesse wurde Ihn mit Alfried Krupp von Bohlen und Halbach und zehn weiteren Direktoriumsmitgliedern vor einem amerikanischen Militärgericht im Krupp-Prozess angeklagt. Sein Verteidiger war Otto Kranzbühler. Wegen der Beteiligung am Zwangsarbeiterprogramm wurde Ihn am 31. Juli 1948 zu einer neunjährigen Haftstrafe verurteilt. Am 1. Februar 1951 wurde Ihn vorzeitig aus dem Kriegsverbrechergefängnis Landsberg entlassen. Anschließend war er bis 1953 wieder für Krupp tätig und danach für die Bundesvereinigung Deutscher Arbeitgeberverbände. Vom 1. Januar 1954 bis 31. März 1957 war Ihn Hauptgeschäftsführer bei dem Arbeitgeberverband Gesamtmetall.